# 阿里斯特乌斯
阿里斯特乌斯（？—前430年），阿德伊曼图斯（Adeimantus，公元前480年萨拉米战役中的科林斯指挥官）之子，公元前432年波提达埃亚叛离雅典，他率领科林斯志愿者前往支持，但却设法逃离围城。公元前430年，作为使节被伯罗奔尼撒同盟派往波斯，但在色雷斯被擒，并被交予雅典人处决。